# Gymnase de la rue des Alpes
L 'école de la rue des Alpes est une école secondaire située à Bienne, dans le canton de Berne. Surplombant le centre de la ville, au flanc de la première chaîne des montagnes du Jura, il est sis au numéro 50 de la rue des Alpes. En langage populaire, il est dénommé  Affenkasten (cage aux singes) d'après les hauts-reliefs de singes décorant le double fronton de l’entrée principale. Le bâtiment principal figure sur la liste des monuments cantonaux protégés.

## Historique de l’école
Cette section ne s'appuie pas, ou pas assez, sur des sources secondaires ou tertiaires indépendantes du sujet.

Pour l'améliorer, ajoutez-en, ou placez des modèles {{Source secondaire souhaitée}} ou {{Source secondaire nécessaire}} sur les passages mal sourcés. (avril 2022)
L’école supérieure de commerce bilingue de la ville était située dans des locaux de la rue de l’Union à Bienne. Longtemps, elle ne put offrir la possibilité d’obtenir une maturité du type E (économique) à ses élèves, qui devaient aller compléter leurs études, soit à Berne (Alémaniques) soit à Neuchâtel (Romands). Quand enfin la Ville se décida à compléter l’enseignement par une classe de maturité dans chaque langue, le manque de place força la direction à éparpiller l’enseignement dans maints autres immeubles. Cette situation intolérable empêchait un enseignement efficace et une réponse favorable à l’accroissement du nombre d’étudiants en économie.
Après de longues tergiversations, la ville décida d’octroyer l’ancien bâtiment de la rue des Alpes à son école de commerce, et sa section maturité type E. (Auparavant, le bâtiment avait, depuis 1910, hébergé le Progymnase alémanique (à comparer à une école secondaire actuelle, mais uniquement réservé aux garçons).
Ainsi fut créé le Gymnase Économique bilingue de Bienne. Son directeur, Mario Hess est entré en fonction dans le milieu des années 1960. À la disparition des types de maturité, l'école dut changer d’appellation et adapter son enseignement.
En 2017, le Gymnase des Alpes a été modifié pour devenir une école secondaire et a, en même temps, changé de nom pour devenir "la Suze aux Alpes".

## Enseignement

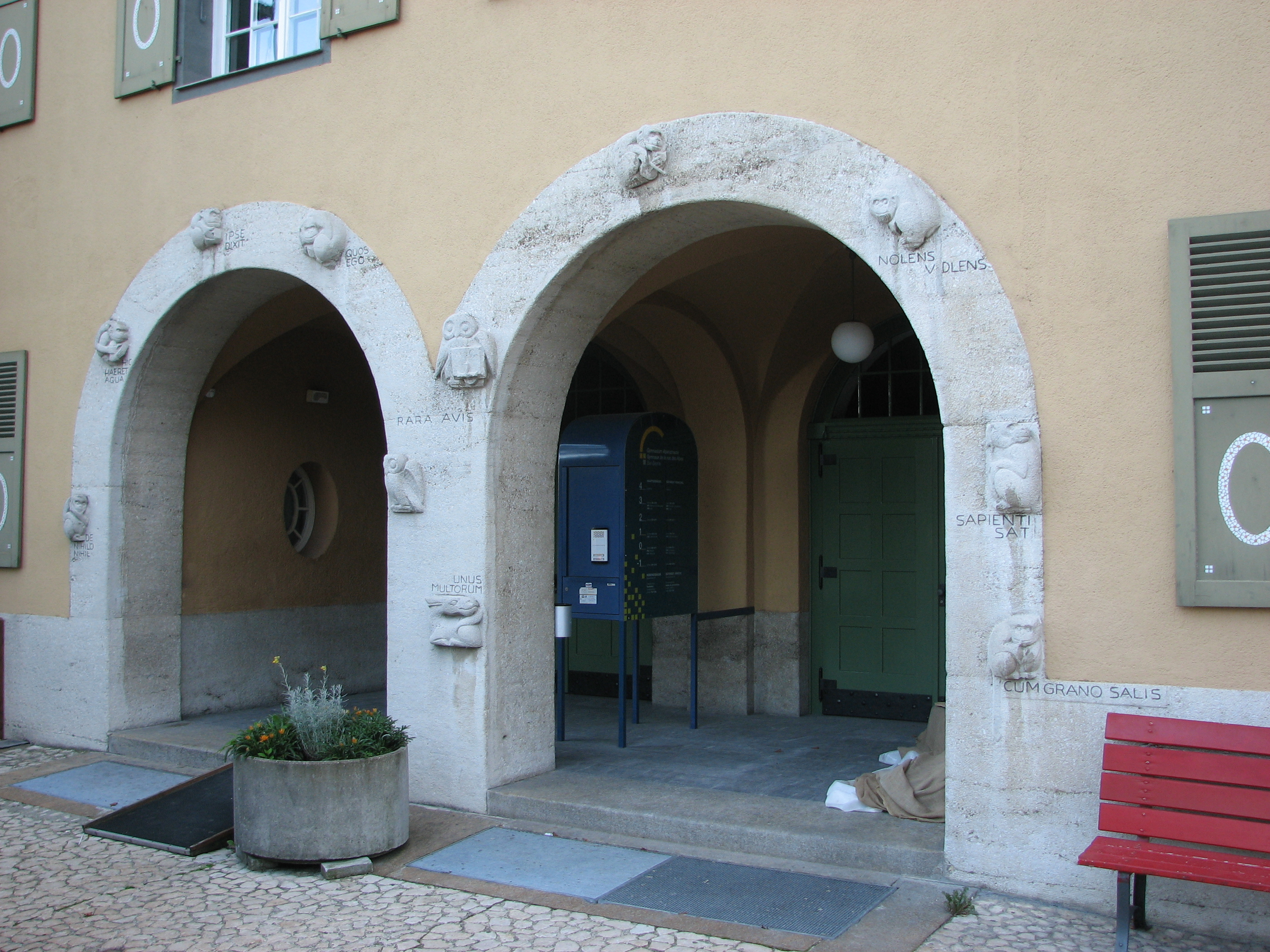
Entrée de l'« Affenkasten »

L’école continue à accueillir les Romands et les Suisses alémaniques sous le même toit. Si l’enseignement se pratique autant en français qu’en allemand dans des classes séparées, une maturité bilingue peut également y être acquise. Ce gymnase a la devise d’être un lieu de « rencontre des diverses cultures ».

## Sport d’élite
Le Gymnase de la rue des Alpes fait partie des Swiss Olympic Partner School. Actuellement, parmi les 560 étudiants, 52 sont des sportifs de pointe.

## Historique du bâtiment

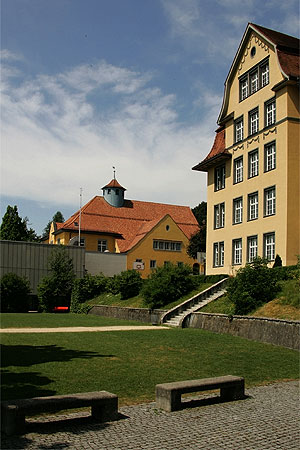
La salle du sport au fond

Le projet d’un bâtiment scolaire sur le site actuel naquit déjà en 1902. L’architecte municipal Heinrich Huser fit établir un projet selon chacun des 4 styles différents suivants : « Renaissance française » « baroque français », « nouveau gothique » et « Renaissance allemande ».
Pour la construction, un concours d’architectes fut lancé, comprenant le bâtiment scolaire et la salle de gymnastique. Les membres du jury étaient : Ernst Baumgartner, architecte de Berne, Louise Perrier et Theodor Hünerwadel, tous deux architectes de Bâle, complétés par l’architecte municipal Heinrich Huser. Aucun premier prix ne fut décerné. Au deuxième se trouvèrent les projets de Yonner & Grassi de Neuchâtel, J. U. Debély de Cernier. Au troisième rang fut classé le projet de Maurice Kuenzi, réalisé en collaboration avec Yonner & Grassi de Neuchâtel.
Les plans définitifs furent réalisés par Emil Mosser, avec la collaboration de August Hass pour l’ingénierie et la réalisation des dalles et plafonds « système Hennebique ».
Le bâtiment se distingue des constructions scolaires du XIXe siècle par son concept architectural moderne de flexibilité d'aménagement intérieur. Il fut érigé entre les années 1908 et 1910, selon le témoignage de chacune des deux inscriptions situées sous l’un et l’autre des deux arcades du côté Est : « Die Erziehung der Jünglinge ist die Grundlage des Gemeinwesen » (l’éducation des jeunes gens est le fondement de la communauté) et « Dieses Haus hat die Stadt Biel ihrer Jugend erbaut in den Jahren 1908–1910 » (La ville de Bienne a construit et dédié ce bâtiment à sa Jeunesse dans les années 1908-1910). Le dessous des arcades de l’entrée principale furent décorées des fameux reliefs de singes, avec des citations en latin.
Le bâtiment est classé monument historique à protéger du canton de Berne, avec une mention supplémentaire indiquant son importante valeur contributive à l’image globale de l’endroit et des immeubles du voisinage.

### Aménagement du préau

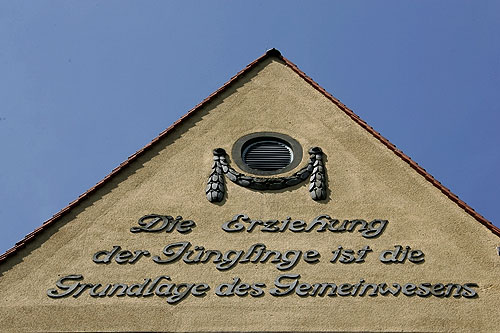
Inscription

La cour de récréation de simple gravier a été agrémenté à la fin des années 1980 par une pelouse, ombragée par quelques arbres supplémentaires, bordée de bancs et sur une partie d'une rangée de gradins ; offrant ainsi maintes possibilité d’utilisation pendant les pauses et loisirs estudiantins. Ce projet put être réalisé grâce à une action organisée par les anciens de la société d’étudiants, la Commercia Biennensis. La participation active de tout le corps enseignant, de tous les étudiants et l’assistance de l’Union de Banques Suisse UBS, permirent le recueil des dons nécessaires au financement de toute la réalisation.

### Sculpture de Peter Travaglini
Auparavant la Commercia Biennensis avait déjà fait don d’une sculpture de l’artiste régional Peter Travaglini « Le Commercien », face à 4 profils, regardant les 4 coins de l’horizon, face à la ville, supportant une Pergola,.

## Littérature
- INSA Inventaire suisse d'architecture 1850–1921, volume 2, Bâle, Bellinzone, Berne, Orell Füssli, Zurich, 1986,  (ISBN 3-280-01716-5), p. 65